# Christian Noël
Christian Noël (* 13. März 1945 in Agen) ist ein ehemaliger französischer Florettfechter. Er wurde Olympiasieger und Weltmeister.

## Erfolge
Christian Noël wurde mit der Mannschaft 1971 in Wien und 1975 in Budapest Weltmeister. Hinzu kamen zwei dritte Plätze. Auch im Einzel gelang ihm der Titelgewinn und das zweimal: 1973 in Göteborg und 1975 in Budapest sicherte er sich jeweils den Titel. Viermal nahm Noël an Olympischen Spielen teil. Bei den Olympischen Spielen 1964 in Tokio gewann er mit der Mannschaft Bronze. 1968 wurde er in Mexiko-Stadt Vierter im Einzel, während er mit der Mannschaft ins Finale gegen die Sowjetunion einzog, das mit 9:6 gewonnen wurde. Bei den Olympischen Spielen 1972 in München sicherte er sich mit der französischen Equipe ebenso wie 1976 in Montreal nochmals Bronze. 1972 erreichte er zudem das Podest im Einzel, vier Jahre später wurde er Siebter.